# 吹上稲荷神社
吹上稲荷神社（ふきあげいなりじんじゃ）は、東京都文京区の神社。

## 歴史
1622年（元和8年）に創建された。江戸幕府第2代将軍徳川秀忠が下野国日光山より稲荷神を勧請して創建された。
当初は江戸城内吹上御殿に位置しており、「東稲荷宮」と称していた。その後、水戸徳川家の分家の守山藩松平家が徳川将軍家より拝領し、守山藩江戸屋敷（現在の教育の森公園）の屋敷神として移転した。
1751年（宝暦元年）、武蔵国豊島郡大塚村の村民の要望を受け、大塚村の鎮守神として小石川善仁寺に移転した。その時に「吹上稲荷神社」に改称した。善仁寺前の坂を「吹上坂」というのは、当社に由来している。
その後、旧大塚村内を転々とし、1912年（明治45年）に現在地に移転した。
現在、近くの大塚先儒墓所の管理もしている。

## 交通アクセス
- 護国寺駅または新大塚駅より徒歩5分。